# Heinrich Köhler (Politiker, 1895)
Heinrich Köhler (geboren 30. September 1895 in Angenrod; gestorben 27. September 1967 in Hannover) war ein deutscher Kommunalpolitiker und Bau-Verwaltungs-Manager.

## Leben

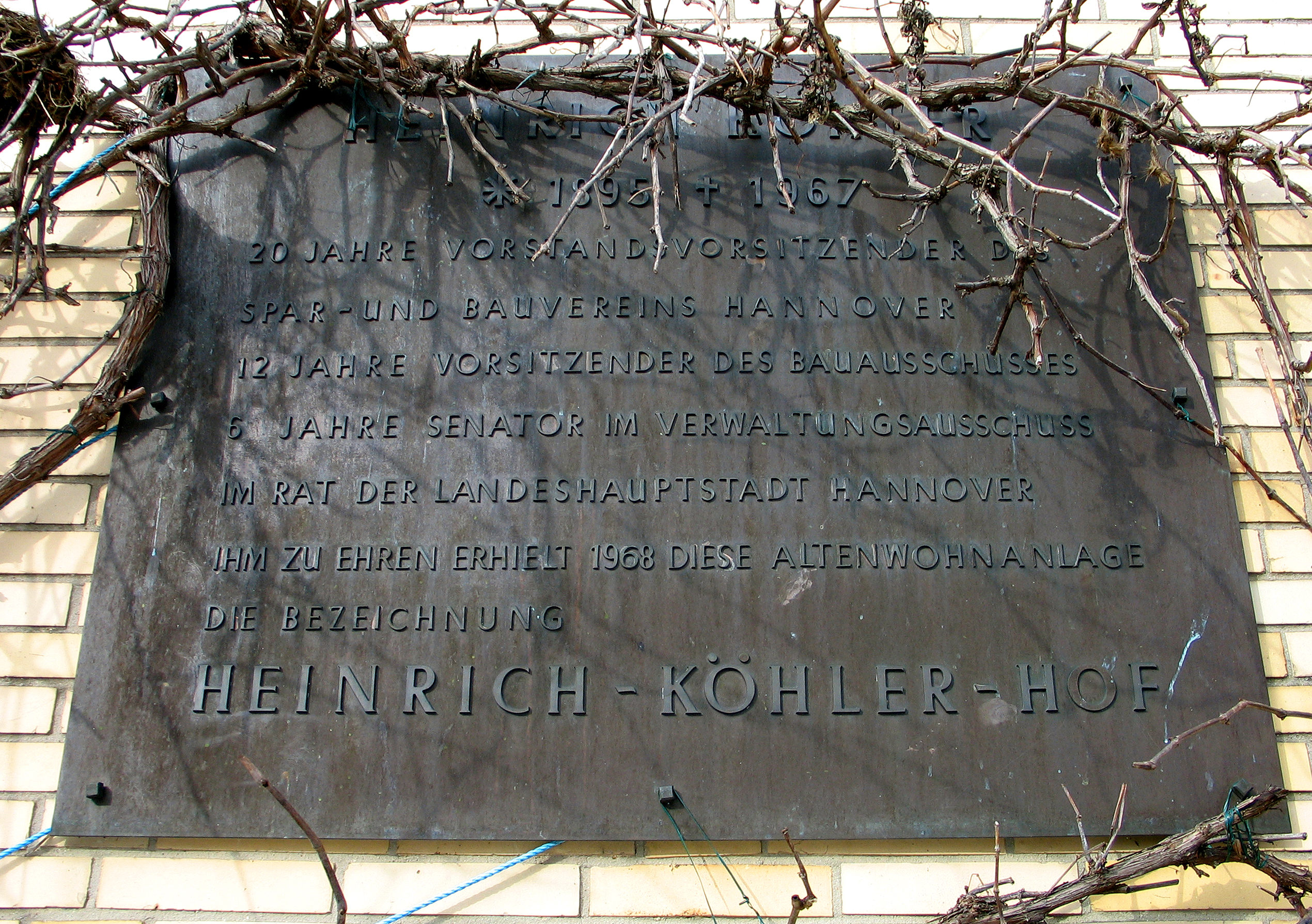
Gedenktafel an den Gebäuden des ersten Heinrich-Köhler-Hofes

Heinrich Köhler wurde in der späten Gründerzeit des Deutschen Kaiserreichs in dem kleinen Ort Angenrod geboren.
In der Nachkriegszeit wirkte Köhler in der niedersächsischen Landeshauptstadt rund zwei Jahrzehnte als Vorstandsvorsitzender des hannoverschen Spar- und Bauvereins.  In der Stadtverwaltung engagierte sich der Ratsherr zudem rund 12 Jahre als Vorsitzender des Bauausschusses und darüber hinaus 6 Jahre im Verwaltungsausschuss.

## Ehrungen
- Für seine Verdienste um die Wohnungswirtschaft wurde Köhler mit der Verleihung des Bundesverdienstkreuzes ausgezeichnet.[3]
- Für seine langjährige und fruchtbare Mitarbeit im Rat ehrte die Landeshauptstadt Hannover den Senator mit der Verleihung des Ehrenrings der Stadt Hannover.[3]

## Heinrich-Köhler-Hof
Die im Todesjahr von Heinrich Köhler im hannoverschen Stadtteil Vahrenwald 1969 angelegte Straße Heinrich-Köhler-Hof, die den Moorkamp mit der Melanchthonstraße verbindet und deren Häuser als Besitz des Spar- und Bauvereins als Altenwohnanlage errichtet wurden, ehrt den Geschäftsführer der Wohnungsgenossenschaft seitdem posthum.